# ذا هيب هوب دانس اكسبيريانس
ذا هيب هوب دانس اكسبيريانس (بالإنجليزية: The Hip Hop Dance Experience)‏ ، هي لعبة فيديو إلكترونية من نوع رقص، أنتجها شركتي آي إن آي إس اليابانية ولاند هو! الأمريكية ، صدرت في السوق بتاريخ 13 نوفمبر سنة 2012م، وتعمل لنظامي وي وإكس بوكس 360.